# Artëm Komissarov
Artëm Andreevič Komissarov (in russo Артём Андреевич Комиссаров?; Dušanbe, 11 dicembre 1990) è un cestista russo.